# Emil Ritterling
Emil Ritterling (20 décembre 1861 à Leipzig - 7 février 1928 à Wiesbaden) est un historien et un archéologue, spécialiste de la Rome antique.

## Biographie
Ritterling fait à partir de 1881 des études de  philologie classique et d'histoire ancienne à Bonn et à Leipzig. En 1885, il fait une étude sur la Legio X Gemina. De 1887 à 1891, il est bibliothécaire à la Bibliothèque d'État de Berlin. À partir de 1892, Ritterling travaille à Wiesbaden, d’abord comme chercheur privé, et participe aux recherches sur le site de l'Aquae Mattiacorum. Il est membre de la Reichs-Limeskommission, organisme allemand qui étudie le Limes de Germanie.
En 1899–1911 et en 1915–23, il dirige le Musée de Wiesbaden. De 1911 à 1914, il préside la commission romano-germanique de l'Institut archéologique allemand à Francfort-sur-le-Main. En 1902, il reçoit le titre de professeur.
Spécialiste de l'histoire militaire du Haut-Empire, il est en 1924 l'auteur de l'article legio dans la Realencyclopädie der classischen Altertumswissenschaft allemande, article considéré comme une référence pour l'histoire des légions romaines.